# Hadmar
Hadmar ist ein männlicher Vorname. Von Hathumar (althochdeutsch „der im Kampf Berühmte“, lat. Hatumarus)

## Namenstag
- 9. August

## Namenspatron
Hl. Hathumar (erster Bischof von Paderborn, † 9. August 815)
Der hl. Hathumar war in der Zeit von 805/6-815 der erste Bischof von Paderborn. Er stammte aus sächsischem Adel. Als Faustpfand kam er zu Karl dem Großen, wurde in Würzburg christlich erzogen und später wurde er dort Domkanoniker. Nach Gründung des Bistums Paderborn im Jahre 799 wurde er 805/6  Bischof von Paderborn.

## Bekannte Namensträger
- Hadmar I. von Kuenring († 1138)
- Hadmar II. von Kuenring († 1217/1218), „Kerkermeister“ des gefangenen Richard Löwenherz in Österreich
- Hadmar III. von Kuenring (* um 1185; † um 1231)
- Hademar von Schwöchand, Burgherr bei Schwechat (Stadt in der Nähe von Wien), gest. 1299
- Hademar von Laber, Minnesänger
- Hademar VII., letzter Laberer – mit Hademar VII. starb 1475 das große Geschlecht der Laberer aus
- Hademar Bankhofer (* 1941), international bekannter Medizinjournalist aus Wien
- Hademar Bankhofer jr. (* 1971), bekannter österreichischer  TV- und Radiomoderator (Künstlername Hadschi Bankhofer)
- Hadmar von Wieser (* 1963), Autor aus Salzburg

## Varianten
- Hademar, Hathumar